# Sakura Kinomoto

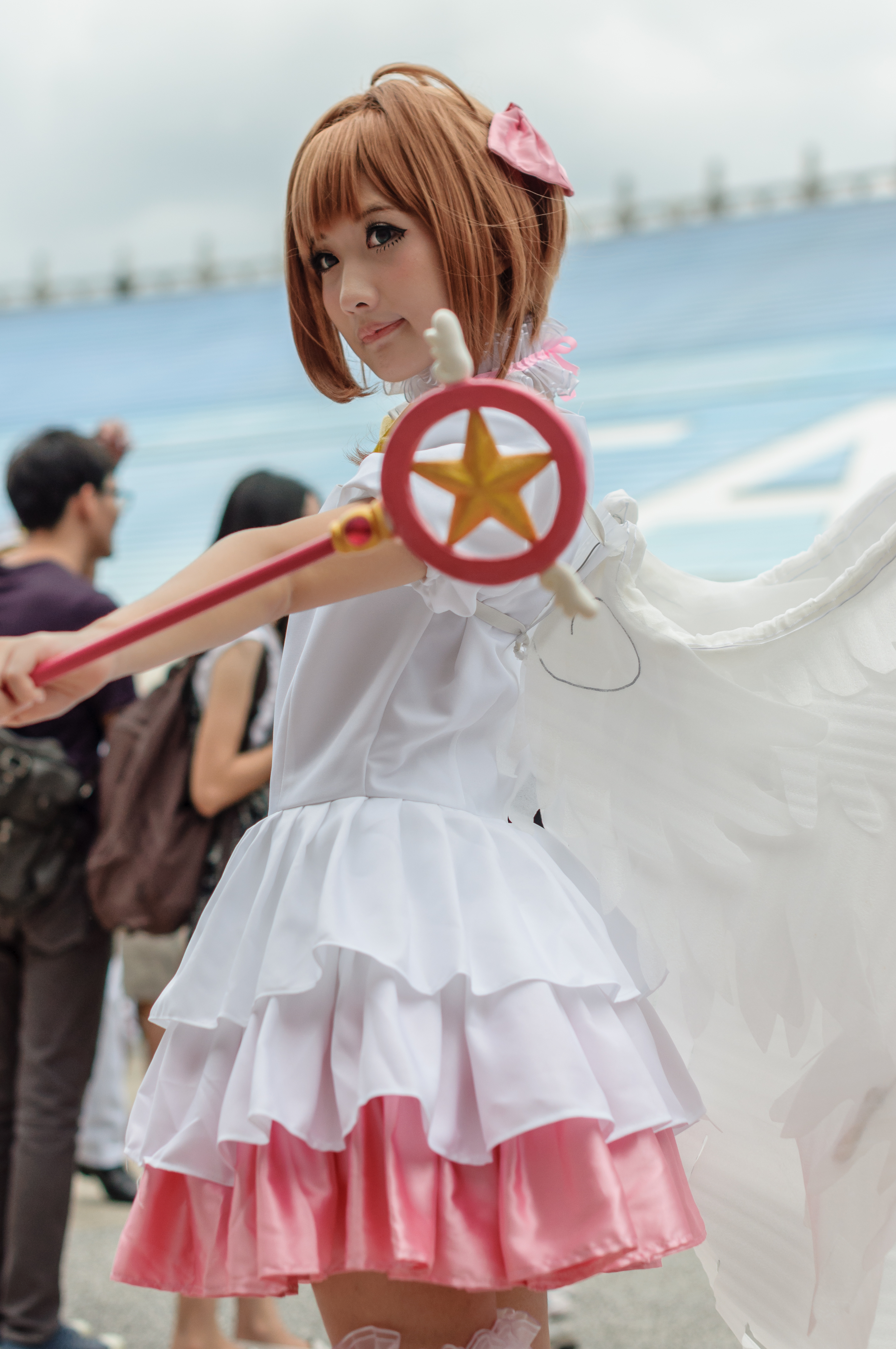

Sakura Kinomoto är en fiktiv karaktär återkommer i Cardcaptor Sakura och skapad av CLAMP

## Utseende
Ögonfärg: Grön (vissa bilder en turkosaktig grön). Hårfärg: Ljusbrun.
Sakura är en glad och gullig tjej som går i fjärde klass vid seriens början. Hon bor i ett litet hus med sin pappa Fujitaka och sin storebror Toya som alltid kallar henne för monster, vilket hon brukar svarar på genom att stampa på hans fot. 

## Långfilmer och serien
- Cardcaptor Sakura: The Movie
- Cardcaptor Sakura: The Sealed Card
- Cardcaptor Sakura: The Clear Card